# Трубецкой, Сергей Евгеньевич
Князь Серге́й Евге́ньевич Трубецко́й (1890—1949) — русский философ, общественный деятель и литератор.

## Биография
Родился в Москве, в доме деда по материнской линии князя Александра Алексеевича Щербатова. Отец — князь Евгений Николаевич Трубецкой, религиозный философ и правовед. Мать — княгиня Вера Александровна, урождённая Щербатова.
Начальное образование получил дома. Много путешествовал с родителями по Европе. До 1906 года жил в Киеве, лето проводя в подмосковной усадьбе Щербатовых Наре. В 1905 году поступил в 6-й класс Киевской Первой гимназии. В следующем году переехал с семьей в Москву.
Окончил 7-ю Московскую гимназию (1908) с золотой медалью и поступил на философское отделение историко-филологического факультета Московского университета. Посещение лекций считал непроизводительной тратой времени, но с увлечением работал в семинаре профессоров Л. М. Лопатина и Г. И. Челпанова, чьи уговоры остаться при университете для подготовки к профессорскому званию отклонил, не испытывая подлинного научного энтузиазма.
Участвовал в калужском дворянском собрании, избирался депутатом дворянства.
С началом Первой мировой войны пытался уйти на фронт вольноопределяющимся, но не попал из-за проблем со здоровьем. Состоял помощником уполномоченного в санитарном поезде, помощником заведующего контрольным отделом в Комитете Северо-Западного фронта, товарищем председателя фронтового комитета, уполномоченным в Представительстве «Земгора», в ликвидационной комиссии по делам Царства Польского.
В 1917 году переехал в Москву, жил у своей тети С. А. Петрово-Соловово. Служил уполномоченным в финансовом отделе Главного Комитета, позднее — старшим делопроизводителем в Московском Союзе Кооперативных Обществ. Участвовал в нелегальных собраниях Союза земельных собственников.
В 1919 году вступил в Национальный центр, участвовал в «шестёрке», которая пыталась координировать деятельность «Национального центра», «Союза возрождения России» и «Союза общественных деятелей». 20 января 1920 года был арестован, содержался во внутренней тюрьме Особого отдела ВЧК на Лубянке. Его дело вел следователь особоуполномоченный Агранов. Был переведен в одиночную камеру. В то же время узнал об аресте сестры Софии и смерти отца в Новороссийске. Позднее был переведен в Бутырскую тюрьму. Верховный трибунал РСФСР (обвинителем на деле выступал председатель трибунала Крыленко) приговорил Трубецкого к расстрелу, который был заменен десятью годами строжайшей изоляции. Был переведен в Таганскую тюрьму, участвовал в церковных службах митрополита Кирилла, который также содержался в этой тюрьме.

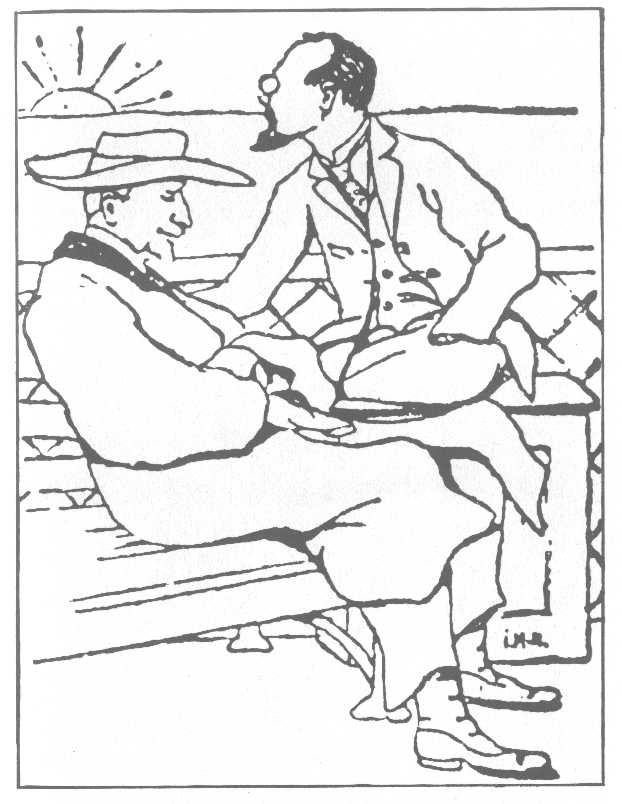
Профессор И.А. Ильин и князь С.Е. Трубецкой на Философском пароходе. Рис. И.А. Матусевича. 1922 год

В 1921 году декан историко-филологического факультета Грушка ходатайствовал о направлении Трубецкого в университет. ВЦИК удовлетворил ходатайство и князь был отправлен в университет с оставлением в тюрьме. В то же время Трубецкой узнал, что его сестра и мать были переселены в коммунальную квартиру. 
Летом 1922 года вновь был арестован, содержался во внутренней тюрьме ГПУ на Лубянке. Там виделся с митрополитом Кириллом (Смирновым), философами С. Л. Франком и Н. А. Бердяевым. В это время следователь впервые предложил Трубецкому подписать прошение об отъезде за границу, но тот отказался. Впоследствии князь всё-таки подписал прошение об отъезде, вместе с матерью и сестрой. Выехал из Москвы в Петроград, чтобы на немецком пароходе «Oberburgermeister Haken» плыть в Штеттин. По прибытии встретился со своим братом Александром. Переехал в Берлин.
В 1922—1938 годах сотрудничал с Русским Общевоинским союзом: составлял бюллетени о положении дел в СССР, состоял политическим советником у генералов Кутепова и Миллера. В 1938—1949 годах занимался переводами и публицистикой. Оставил мемуары «Минувшее», в которых описал своё заключение в первые годы Советской власти.
Скончался 24 октября 1949 года в Кламаре.

## Семья
- Жена (с 1923 года) — княжна Марина Николаевна Гагарина (1897—1984). 
  - Дочь — Марина (1924—1982)
  - Дочь —  Вера (род. 1926), муж Михаил Аполлинариевич Хрептович-Бутенев (1919—1992), сын А. К. Хрептовича-Бутенева
  - Дочь —  Татьяна (1927—1997), муж Сергей Аполлинариевич Хрептович-Бутенев (1922—1974), младший сын А. К. Хрептовича-Бутенева
  - Сын —  Евгений (род. 1931), жена Елена Сергеевна Кочубей (род. 1935), дочь С. М. Кочубея.

## Воспоминания
- Кн. Сергей Евгеньевич Трубецкой Минувшее. — Москва: ДЭМ, 1991. В 1996 году вышла аудиокнига. 
 (см. также Всероссийская мемуарная библиотека)